# 圣纳帕海怪
圣纳帕海怪（英語：Ayia Napa sea monster）是一个未确认生物，据传出没于塞浦路斯圣纳帕格雷科角一带的海域中。它被当地渔民称为“To Filiko Teras”，翻译为“友好的怪物”。
虽然有报道称圣纳帕海怪有损毁渔网，但没有报告表示它曾造成任何伤害。尽管圣纳帕海怪有着许多目击报告，但没有任何证据表明它的存在。2008年，塞浦路斯官员对海怪出没地点之一的库里斯水坝进行调查，尽管调查行动并不成功，但却有报告指出3年前此地区曾有逃脱鳄鱼出没。